# I'm in the Mood for Love...The Most Romantic Melodies of All Time
I'm in the Mood for Love...The Most Romantic Melodies of All Time è un album in studio (il terzo di cover) del sassofonista statunitense Kenny G, pubblicato nel 2006.

## Tracce
1. You're Beautiful - 4:16
2. The Way We Were - 2:53
3. Yesterday - 3:03
4. I'm in the Mood for Love - 4:05
5. If - 3:28
6. The Way You Look Tonight - 4:17
7. If I Ain't Got You - 4:03
8. Love Theme da Romeo & Juliet - 3:47
9. It Had to Be You - 3:56
10. The Shadow of Your Smile  - 4:09
11. Fly Me to the Moon / You Make Me Feel So Young - 3:34
12. As Time Goes By - 3:35
13. You Raise Me Up - 3:15
14. The Moon Represents My Heart - 3:36 (Teresa Teng)